# Pseudochromis jamesi
Pseudochromis jamesi är en fiskart som beskrevs av Schultz, 1943. Pseudochromis jamesi ingår i släktet Pseudochromis och familjen Pseudochromidae. Inga underarter finns listade i Catalogue of Life.